# Lilla Dalby naturvårdsområde
Lilla Dalby naturvårdsområde är ett Naturvårdsområde (som sedan 1998 likställt med naturreservat) i Mörbylånga kommun i Kalmar län.
Området är naturskyddat sedan 1992 och är 479 hektar stort. Reservatet består av  hällmarksalvar samt mindre våtmarker och trädbevuxna höjdryggar.